# 季莫费·巴热诺夫
季莫费·季莫费耶维奇·巴热诺夫（羅馬化：Timofey Timofeyevich Bazhenov；1976年1月25日—）
是俄罗斯政治人物、前电视主持人、第八届国家杜马代表。
从1994年开始，季莫费·巴热诺夫开始在NTV频道工作，1998年正式受聘为记者。此后，他主持了许多娱乐电视节目。巴热诺夫的政治生涯始于2015年，当时他被任命为马加斯市新闻办公室主任。2021年9月起，他担任第八届国家杜马代表。
他也是与他同名的环保运动的创始人。

## 制裁
巴热诺夫于2022年因俄乌战争而受到英国政府制裁。